# Juventud Comunista de Venezuela
La Juventud Comunista de Venezuela (JCV, se le suele llamar "jota-ce-ve" o "la Jota") es una organización juvenil venezolana que agrupa a la juventud del Partido Comunista de Venezuela (PCV). Fue fundada el 16 de septiembre de 1947 como organización para la formación de nuevos cuadros para el PCV.

## La JCV y el Partido Comunista de Venezuela
La Juventud Comunista de Venezuela es una organización política, combativa y de avanzada en
el seno de los jóvenes, que desarrolla una amplia labor ideológica, política y social, con la misión
fundamental de impulsar la organización y movilización de la juventud venezolana en la lucha por sus
derechos y reivindicaciones, la democracia, la liberación nacional, el internacionalismo proletario, la paz y la construcción del socialismo.
La JCV realiza toda su actividad organizativa y educativa orientada por los principios del marxismo-leninismo y bajo la dirección política del PCV. Desarrolla con sus integrantes los principios de la moral comunista y las tradiciones patrióticas-revolucionarias del pueblo venezolano, inspirados en el legado de sus héroes indígenas, del libertador Simón Bolívar, de los patriotas de la gesta independentista latinoamericana e internacional, y de los fundadores y mártires del Partido, su Juventud Comunista y del movimiento comunista internacional.
Son responsabilidades de la JCV planificar y desarrollar actividades con la juventud, así como incidir, organizar y dirigir el movimiento juvenil de masas en una orientación clasista y la formación teórica-práctica de los mismos en el marxismo-leninismo.
De igual forma la JCV desarrolla su actividad tomando como guía y aplicando el Programa y la Línea Política del PCV, acompañando los lineamientos que deriven de sus órganos de dirección, teniendo en cuenta y respetando siempre los intereses colectivos de la clase trabajadora y de todo el pueblo.
Todo militante de la Juventud Comunista de Venezuela que pase al Partido Comunista de Venezuela, lo hará directamente a una Célula en calidad de militante.
La JCV tiene derecho a elegir delegados y delegadas al Congreso del Partido, en un número
que fijará el Comité Central en cada oportunidad, según el desarrollo de la organización de los jóvenes
comunistas venezolanos..

## Afiliación Internacional
Forma parte de la Federación Mundial de la Juventud Democrática, de la cual es  la organización coordinadora para América Latina y el Caribe. 
La Federación Mundial de la Juventud Democrática (FMJD)  le designó a la JCV la misión de ser la principal organizadora del XVI Festival Mundial de la Juventud y los Estudiantes.
Del 7 al 15 de agosto de 2005, a la JCV le correspondió presidir el Comité Nacional Preparatorio del XVI Festival Mundial de la Juventud y los Estudiantes, en el cual participaron 47 organizaciones juveniles de Venezuela, y además le tocó presidir el Comité Organizador Internacional, en el cual participaron 17.000 delegados de 140 países, de diferentes filiaciones políticas, religiones y culturas.

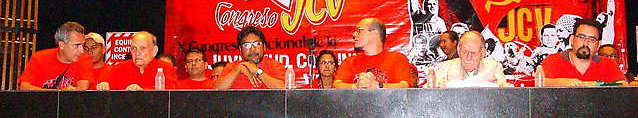
Tribuna del X Congreso de la JCV.

## Historia

### Antecedentes
En el año de 1944, la Comisión Juvenil del Partido Comunista de Venezuela, que se encontraba en la clandestinidad, tenía la misión de crear y organizar la Confederación de Jóvenes de Venezuela (CJV), una Organización central de jóvenes obreros, campesinos y estudiantes que a su vez uniría a las asociaciones, centros y federaciones juveniles de todo el país.El Congreso fue realizado del 16 al 19 de septiembre de ese mismo año y la Confederación de Jóvenes de Venezuela quedó conformada por más de cien organizaciones juveniles que representaban a más de diez mil jóvenes. El 4 de julio de 1945 la Comisión Juvenil del PCV creó una sección en el semanario Aquí Está, titulada “Joven Guardia”, sección que informaría sobre todo lo relacionado con la juventud revolucinaria, comunista y antifascista venezolana.
Entre 1945 y 1946 la CJV centró sus actividades en muestras de solidaridad con las organizaciones juveniles en todo el mundo, en especial las argentinas que luchaban contra el gobierno conservador de Farrell-Perón y aquellas que hacían frente a los gobiernos fascistas como el de Franco en España, Salazar en Portugal y Trujillo en República Dominicana. En el ámbito nacional, la CJV desarrolló un arduo trabajo en el sector petrolero, apoyando los sindicatos que hacían vida en ese sector, durante esa época. Fue reformada la Constitución eliminando la prohibición contra las actividades comunistas.

### Congreso fundacional
Desde finales del año 1944 el PCV se hallaba dividido en tres fracciones: el PCV, el PCV (Unitario) y el “Grupo No”, esto debido a que el browderismo se había colado con su tendencia liquidacionista, vicio que habría de solucionarse en 1946, durante el I congreso del partido Comunista de Venezuela, conocido como "Congreso de la Unidad". Durante el proceso preparativo para la realización de ese primer congreso del Partido Comuista de Venezuela, el 24 de julio de 1946, los jóvenes de las tres corrientes, crearon la Comisión Juvenil Comunista Unitaria, encargada de coordinar el trabajo nacional para la creación de una organización juvenil comunista, la comisión quedó conformada por J.M. Sánchez Mijares, Enrique Churubial, Moisés Ayala, Juan Manuel Matute, Guillermo García Ponce y Héctor Pedraza. Del 2 al 4 de abril de 1947 se celebró en Caracas la Conferencia Nacional Juvenil del PCV; de allí surgió la recomendación al Comité Central del Partido la creación de la Juventud Comunista de Venezuela. Luego el Buró Político del partido, resolvió la creación de un Comité Nacional Organizador que permitiría sentar las bases para su creación.

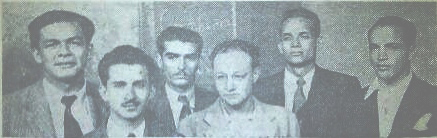
Comisión Juvenil Comunista Unitaria, integrada por J.M. Sánchez Mijares, Enrique Churubial, Moisés Ayala, Juan Manuel Matute, Guillermo García Ponce y Héctor Pedraza, comité organizador de la Juventud Comunista de Venezuela

Del 14 al 16 de septiembre de 1947, se celebró en el Teatro Nacional de Caracas el I Congreso Nacional de la Juventud Comunista de Venezuela (JCV), participaron 114 delegados en representación de siete mil afiliados de los Comités de 15 estados, su primer presidente electo del seno de ese primer congreso fundacional fue Guillermo García Ponce. El primer acto político público de la JCV fue la realización de una marcha hacia la Plaza Bolívar de Caracas, el 16 de septiembre de 1947, los delegados desfilaron hasta la Plaza Bolívar a rendir homenaje al Libertador, coreando consignas de lucha contra el imperialismo y en defensa de los derechos de la juventud. La manifestación fue reprimida y los jóvenes dirigentes comunistas encarcelados, obligándoles a realizar las primeras sesiones o plenos en los calabozos de la policía.

### Etapas posteriores a la fundación
En 1951 surge el órgano de prensa de la Juventud Comunista de Venezuela, "Joven Guardia", órgano similar a Tribuna Popular del partido, el cual sirve como instrumento para la formación ideo-política de la militancia y simpatizantes de la JCV, en ella se trata a profundidad temas como las luchas juveniles y estudiantiles.
En mayo de 1953, actuando en la clandestinidad, la JCV celebra su II Congreso. En este se determina la urgencia de unir a las organizaciones juveniles de masas en contra de la dictadura de Marcos Pérez Jiménez, surgiendo posteriormente El Primer Festival Nacional de la Juventud Venezolana, que moviliza a más de 30.000 jóvenes de todo el país.
La Juventud Comunista de Venezuela fue pieza fundamental para en la Junta Patriótica, para derrocar al dictador Marcos Pérez Jiménez, teniendo gran protagonismo personajes como su secretario general Guillermo García Ponce, Alberto Lovera y Jerónimo Carrera, entre otros.
Derrocado Pérez Jiménez el 23 de enero de 1958 la JCV inició un proceso de captación de cuadros, logrando presencia entre la juventud campesina, obrera y estudiantil de Venezuela. Este período significó un aumento importante en la militancia de la Juventud Comunista, pasando de tener 500 militantes en 1958 a 30.000 dos años después.

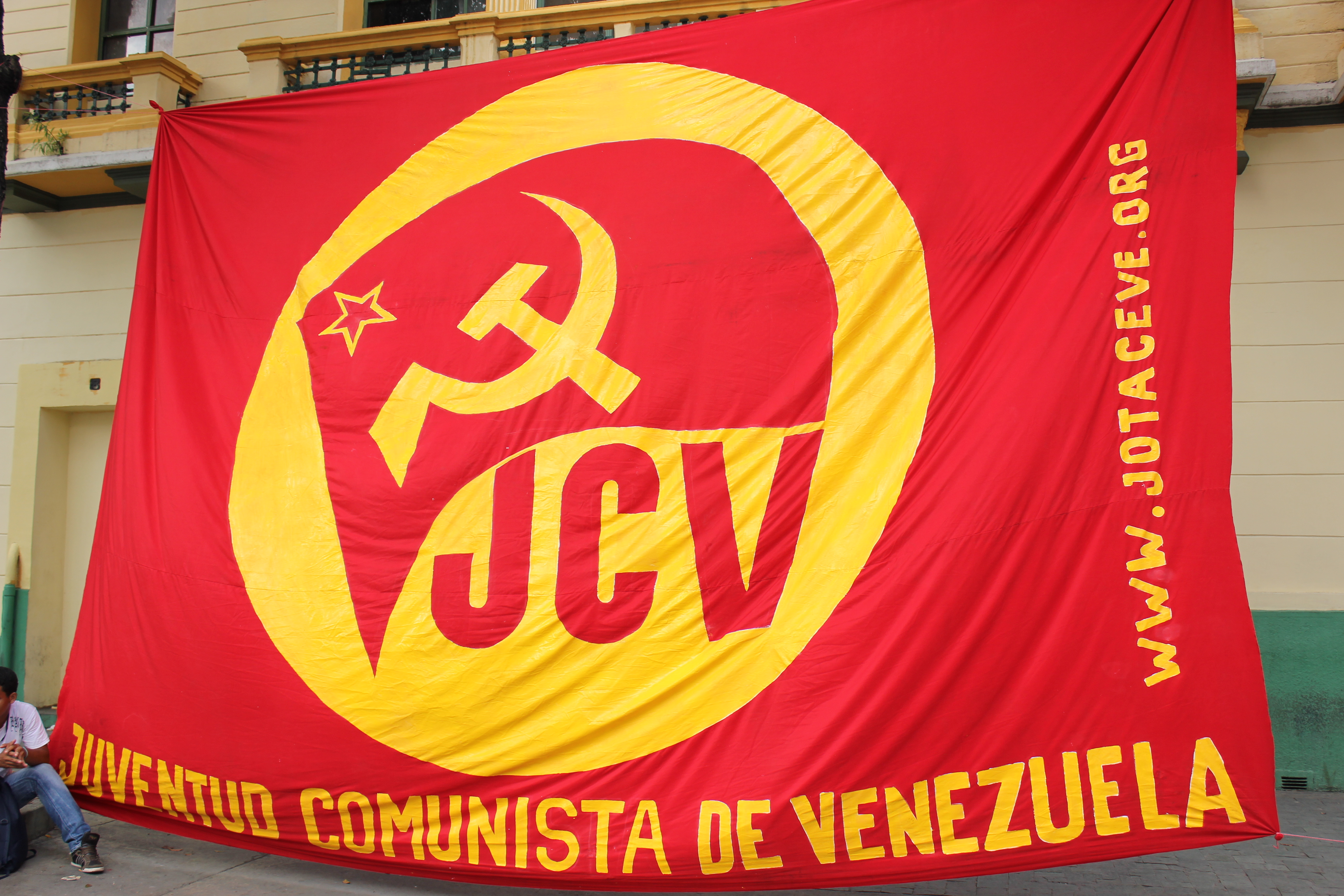
Pancarta para el 65º aniversario de la Juventud Comunista de Venezuela.

Tanto el triunfo de la Revolución Cubana como el aislamiento que producía el Pacto de Puntofijo sirvieron para convencer al Partido Comunista de Venezuela y al Movimiento de Izquierda Revolucionaria de intentar hacer la revolución mediante la lucha armada. Empieza entonces, a partir de 1961, una controvertida época en la política y la sociedad venezolana: la conformación de las guerrillas. En este escenario histórico la JCV conformó principalmente la vanguardia de las células guerrilleras urbanas, conocidas como Unidades Tácticas de Combate (UTC), que sirvieron de apoyo a la guerrilla rural.
El 27 de agosto de 1961 es asesinado Francisco “Chico” Velásquez, luchador social y dirigente de la Juventud Comunista de Venezuela, perdió su vida a manos de funcionarios de la extinta Dirección General de Policía (DIGEPOL), en plena manifestación estudiantil en el Estado Anzoátegui. El primero de noviembre de 1961 es abatida Livia Gouverneur estudiante psicología de la UCV y militante de la JCV mientras colocaba un explosivo en Caracas.
En 1961 los militantes de la JCV José Rafael Bosque, Efraín Enrique León, Rubén Palma, Antonio Paiva Reinoso y Girmán Bracamonte, secuestran un avión DC-6 de AVENSA, el cual cubría la ruta de vuelo Maiquetía-Maracaibo y llevaba 41 pasajeros. Los jóvenes obligaron a la tripulación a sobrevolar Caracas y lanzan panfletos contra la represión del gobierno, esta acción es registrada como la primera en su tipo en todo el mundo. La operación llevaba el nombre de “Livia Gouverneur”. Estos jóvenes son conocidos como "Los Aguiluchos".
El 9 de octubre de 1964 fue ejecutada la Operación Van Troi, en la que la Unidad Táctica de 
Combate (UTC) “Ivan Barreto Miliani” de las Fuerzas Armadas de Liberación Nacional (FALN), conformada por los militantes de la Juventud Comunista de Venezuela: Argenis Martínez, Carlos Rey, Noel Quintero, Raúl Rodríguez, Luis Fernando Vera, Gonzalo Sepúlveda y David Salazar, la cual consistió en secuestrar al teniente coronel de la Fuerza Aérea de Estados Unidos, Michael Smolen, segundo al mando de la CIA en Venezuela, para tratar de lograr un intercambio humanitario con el soldado vietnamita Nguyen Van Troi. Todos los integrantes de la operación eran militantes de la JCV pertenecientes al destacamento “Livia Gouverneur”, del Pelotón “Daniel Mellado” de la Brigada “Capitán Wilfrido Omaña” de las FALN. Nguyen Van Troi era miembro de una unidad especial de acción armada del Frente Nacional de Liberación de Vietnam, había sido tomado prisionero en la antigua Saigón el 9 de mayo de 1964 por las tropas norteamericanas, mientras minaba un puente en Cong Ly que se encontraba bajo control del ejército de Estados Unidos, por donde iba a pasar el entonces Secretario de Defensa de los Estados Unidos Robert McNamara y el y el embajador estadounidense en Vietnam Henry Cabot Lodge. Nguyen Van Troi fue salvajemente torturado durante cinco meses, intentó fugarse varias veces, por lo que el gobierno de  presidente Nguyễn Khánh, quien había sido impuesto por Washington, condenó a Van Troi a muerte por fusilamiento el 10 de agosto de ese mismo año. En Venezuela, ante el cerco policial y militar que cada vez se estrechaba más, el comando de las FALN discutió qué hacer, algunos querían que Smolen fuera ejecutado, sin embargo, debido a las repercusiones que ello tendría tanto en Venezuela como en Vietnam, por lo que al final se tomó la decisión de liberar al agente de la CIA. Así se cumplió del 12 de octubre, a las 10:40 p. m. Smolen fue entregado. De inmediato, las autoridades norteamericanas ordenaron al gobierno de Saigón proceder con el fusilamiento de Nguyen Van Troi, quien fue ejecutado el 15 de octubre a las 9:45am, ante la presencia de periodistas y camarógrafos internacionales; Van Troi fue atado de pies y manos, amarrado a un poste de madera y asesinado. Esta operación se convirtió en un hito histórico de la solidaridad internacional del movimiento revolucionario de Venezuela para con el pueblo vietnamita.
El 22 de mayo de 1969 se da un ataque en la UCV por parte de sectores de la juventud de COPEI (partido de gobierno), que se oponía a un movimiento estudiantil de conformado por las juventudes del PCV y otros partidos de izquierda, que pedían la renovación académica de la Universidad Central de Venezuela, en el ataque fue herido de bala, el secretario general de la Juventud Comunista de Venezuela, Alexis Adams. A través de este hecho surge una famosa foto publicada en El Nacional, en la cual se aprecia a un sargento vestido de civil disparando al estudiante mientras que el mismo queda tirado en el piso.

### XVI Festival Mundial de la Juventud y los Estudiantes
En el año 2005, la Federación Mundial de la Juventud Democrática (FMJD) le designó a la JCV la misión de ser la principal organizadora del XVI Festival Mundial de la Juventud y los Estudiantes, siendo el presidente del Comité Nacional Preparatorio el para aquel entonces secretario general de la JCV, David Velásquez Nieves. El festival se realizó entre el 8 y el 15 de agosto de 2005, contó con la participación de  17.000 jóvenes de 145 países, bajo el lema ¡Por la Solidaridad y la Paz, luchamos contra el imperialismo y la guerra!. El festival fue todo un éxito.
A principios de 2007 David Velásquez Nieves secretario general de la JCV convirtió en el primer militante comunista en la Historia de Venezuela en ocupar la dirección de un ministerio, al ser designado por el presidente Hugo Chávez para el Ministerio del Poder Popular para la Participación y Protección Social. Sin embargo una vez nombrado como ministro, David Velásquez abandonaría las filas del PCV, para unirse al Partido Socialista Unido de Venezuela.

## Símbolos y consignas
Los símbolos de la JCV son la hoz y el martillo, la estrella roja de 5 puntas, así como la bandera de color rojo, simbología tradicional del movimiento comunista.
La principal consigna de la JCV es "Estudiar y Luchar", usada desde 1959. Han tenido otras consignas como "Con Bolívar Luchamos, Por La Patria ¡¡¡Venceremos!!!" y "Unir, Estudiar y Organizar. ¡Por El Socialismo Creando El Poder Popular!"
En el 64.º aniversario de la JCV, celebrado en 2011, utilizaron la consigna: "64 años de rebeldía, combatividad y firmeza, leales a nuestra historia de lucha."
El actual lema de la JCV desde diciembre de 2013 es: "Con rebeldía y organización, profundicemos la revolución"